# 乔妍的心事
《乔妍的心事》是2024年上映的中国大陆悬疑片，改编自中国大陆作家张悦然的短篇小说《大乔小乔》，由台湾导演趙德胤执导，赵丽颖与辛芷蕾领衔主演、黄觉特邀主演。
该片入围第37届东京国际电影节主竞赛单元和第35屆新加坡國際影展“特别呈献电影”單元，2024年10月26日在中国大陆上映。

## 剧情概要
乔妍（赵丽颖 饰）出生在中国西南边境的一座小城，经过多年的努力与挣扎她成为了一名知名演员，但在光环之下她总感到隐藏的压力。一天，她收到一条匿名的勒索信息，而失联多年的姐姐（辛芷蕾 饰）也突然出现在她的生活中，她们的重聚揭开了乔妍神秘的过去。

## 演员阵容
- 赵丽颖 饰演 乔妍
- 辛芷蕾 饰演 乔琳
- 黄觉 饰演 沈皓明
- 董宝石 饰演 于亮（特别出演）

## 制作
主体拍摄于2023年11月19日正式开始，分别在北京和云南取景拍摄，2024年1月宣布杀青。

### 音乐
| 曲序 | 曲目                     |                | 作曲   | 编曲   | 製作人 | 演唱           | 备注           | 时长 |
| ---- | ------------------------ | -------------- | ------ | ------ | ------ | -------------- | -------------- | ---- |
| 1.   | 乔妍的心事（主题推广曲） | 刘恩汛、蔡逢雨 | 张楚弦 | 张楚弦 | 张楚弦 | 陈粒           |                | 4:16 |
| 2.   | 渔樵问答（片尾曲）       | 乔小刀         | 乔小刀 | 杨任衔 | 吴南颖 | 赵丽颖、辛芷蕾 | 原唱：大喬小喬 |      |

## 发行
2024年6月14日发布首款海报并公布出演阵容，9月5日发布定档预告并宣布于10月26日在中国大陆上映；此外，《乔妍的心事》确定11月7日在澳大利亚、11月8日在美国和加拿大以及11月14日在新西兰上映。

## 奖项荣誉
| 年份   | 颁奖礼               | 奖项             | 入围者         | 结果 | 参考   |
| ------ | -------------------- | ---------------- | -------------- | ---- | ------ |
| 2024年 | 第37届东京国际电影节 | 最佳影片樱花大奖 | 《乔妍的心事》 | 提名 | [ 15 ] |